# Goleta (California)
Goleta es una ciudad del condado de Santa Bárbara, en el estado de California (Estados Unidos). Según el censo de 2000 tenía una población de A, y en 2005 contaba con 29.367 habitantes.

## Demografía
| 28,767                     | 29,311 | 29,799 | 30,123 | 29,761 | 29,367 |
| (Fuente: [cita requerida]) |        |        |        |        |        |